# John Hawkwood
Sir John Hawkwood, dit en français Jean Haccoude et en italien Giovanni Acuto (également translittéré Aucut), né vers 1323 et mort en 1394, est un mercenaire anglais considéré comme l'un des premiers condottieres des temps modernes.

## Biographie
Fils d'un tanneur londonien, petit propriétaire terrien, né à Sible Hedingham (Essex), vers 1323, John Hawkwood participe à la guerre de Cent Ans, au service du roi Édouard III d'Angleterre contre la France. Après le traité de Brétigny, en 1360, il rejoint les Grandes compagnies et participe au saccage du sud de la France, en particulier la Provence, où il se montre « impitoyable et brillant », avant de passer en Italie en 1362. Il intègre les rangs de la Compagnie blanche, combat pour le marquisat de Montferrat contre le comté de Savoie et Milan, et est élu commandant de la compagnie en 1365.
En quête de gloire et de fortune, il se met tour à tour au service des Pisans, qui l'utilisent contre les Florentins en 1364, puis des Visconti de Milan. Sous le commandement d'Hawkwood, la compagnie blanche acquiert une bonne réputation. Ses succès sont variables mais Hawkwood sait exploiter les fréquents renversements d'alliance à son bénéfice, comme en 1373 où il participe à la victoire de Montichiari dans le camp de l'armée papale contre son ancien employeur Barnabé Visconti. Il combat, bien malgré lui sous les ordres du cardinal Robert de Genève. La mésentente est telle que Hawkwood se plaint à Grégoire XI, d'autant que sa solde n'est pas versée. Il reste fidèle à son employeur jusqu'à la signature de la paix avec les Visconti en 1374, exigeant un prix exorbitant pour ses services. Comme les florins d'or affluent dans ses coffres, il devient une force financière qui peut rivaliser avec les banques les plus prestigieuses et les maisons de commerce internationales.
Il participe ensuite à la guerre des Huit Saints, toujours au service du pape Grégoire XI, et les Florentins, qui connaissent les retards de paiement de la papauté, lui versent 130 000 florins pour qu'il n'attaque pas leur cité. En 1375, il est engagé secrètement par le chancelier Coluccio Salutati pour défendre la ville et Florence lui donne une pension annuelle à vie (fait sans précédent pour un mercenaire étranger) de 1 200 florins par an. Il est par la suite souvent libéré pour poursuivre d'autres contrats dans toute la péninsule, mais reste fidèle à la ville jusqu'à sa mort. Il reste fidèle au pape mais il évite soigneusement d'attaquer Florence. S'il est toujours mal payé par le pontife, ce dernier le dédommage en lui donnant des terres en Romagne.
En 1377, il participe, sur les ordres du cardinal de Genève, au tristement célèbre massacre de Cesena, puis à celui de Faenza, tâche sombre sur sa carrière qui l'amène à quitter définitivement le service du pape. Changeant donc à nouveau de camp peu après, il remporte une première victoire contre Ranuccio Farnèse, commandant des Florentins à Incisa en 1363, et, la même année, épouse Donnina, la fille naturelle de Barnabé Visconti, seigneur de Milan et de sa maîtresse Montanina de Lazzari. Désormais très riche, il achète des terres en Romagne et en Toscane et, en 1381, Richard II d'Angleterre le nomme ambassadeur auprès du pape.
En 1387, il reprend du service en combattant pour Padoue contre Vérone et remporte une grande victoire lors de la bataille de Castagnaro. Il devient ensuite commandant en chef des troupes florentines en 1390 dans la guerre que mène Florence contre les ambitions territoriales de Jean Galéas Visconti. Il envahit la Lombardie et parvient jusqu'à moins de 20 km de Milan avant d'être obligé de battre en retraite. Il bat une armée milanaise en 1392 et, après la signature de la paix, est considéré comme le sauveur de Florence. Il prend le nom de « Giovanni Acuto » et la cité lui accorde la citoyenneté et une pension. Il passe ses dernières années dans une villa aux environs de Florence et meurt le 16 ou le 17 mars 1394.
Il est enterré avec les honneurs à Santa Maria del Fiore le 20 mars. La seigneurie de Florence organise une procession qui se forme sur la place de la Seigneurie. Le cercueil du condottiere est paré de velours vermillon et de brocard d'or. Il est entouré de sa famille vêtue de noir et est protégé par quatorze cavaliers portant sa bannière. Les Arts de la ville ont fourni les cierges et les torches, le conseil de la ville trois étendards. Le cortège se dirige vers le baptistère Saint-Jean en chantant des psaumes. Le corps de Hawkwood est posé sur les fonts baptismaux, drapé dans des tissus d'or et exposé à la vue du public, son épée placée sur sa poitrine et son bâton de commandeurs dans la main, entouré par des pleureurs professionnels. Il est ensuite conduit à l'ancienne cathédrale Santa Reparata, où il est placé dans le chœur, sur un catafalque. La république a dépensé ainsi 410 florins pour honorer son capitaine avant que Richard II ne demande le retour de son corps en Angleterre.
De son mariage avec Donnina, il eut un fils et trois filles. Après sa mort, son fils partit vivre dans l'Essex.
Les Florentins qui s'étaient engagés à lui ériger une statue le représentant à sa mort, se contentèrent de faire peindre une fresque représentant la statue qu'ils s'étaient engagés à financer. Cette œuvre, commandée en 1436, fut réalisée par Paolo Uccello ; elle figure encore aujourd'hui dans la cathédrale Santa Maria del Fiore de Florence et porte l'inscription latine : « Iohannes Acutus eques britannicus, aetatis suae dux cautissimus et rei militaris peritissimus habitus est. » En français : « Jean Haccoude, chevalier britannique, qui fut en son temps tenu pour général très prudent et très expert dans la chose militaire. ». Selon Frances Stonor Saunders, le message aurait été politique. Il serait censé signifier aux étrangers : « Comme les Romains, nous honorons nos généraux; comme les Romains, nous gagnons nos guerres ».
Les activités de Hawkwood ont choqué un âge habitué aux atrocités, et inspiré le proverbe Inglese italianato è un diavolo Incarnato (« Un Anglais italianisé est un diable incarné »). Pétrarque l'a dénoncé, Boccace a tenté en vain de monter une offensive diplomatique contre lui, sainte Catherine de Sienne le pria de quitter l'Italie, Chaucer l'a rencontré et, sans doute, l'a utilisé comme un modèle pour Le Conte du chevalier (Les Contes de Canterbury).